# Percy Williams
Pour les articles homonymes, voir Percy Williams (homonymie) et Williams.
Percy Alfred Williams, né le 19 mai 1908 à Vancouver et mort le 29 novembre 1982 dans la même ville, est un athlète canadien médaillé d'or des 100 et 200 mètres aux Jeux olympiques d'été de 1928.

## Biographie
La carrière de sprinter de Percy Williams tient du miracle. En effet, celui-ci souffre dans son enfance de rhumatismes articulaires et la pratique du sport lui est interdite. Cependant, vers l'âge de 18 ans, les rhumatismes disparaissent et Williams s'essaie à la course à pied et se découvre une formidable pointe de vitesse. En 1927, il a 19 ans, il participe aux championnats d'athlétisme de Vancouver et remporte le 100 verges en 10 s, nouveau record de la ville. Il est alors repéré par Bob Granger, entraîneur du Vancouver Athletic Club. Celui-ci lui fait travailler particulièrement les techniques de départ. Percy remporte les championnats de Colombie-Britannique sur 100 et 200 mètres. Aux épreuves de sélection pour les Jeux olympiques d'Amsterdam, il égale le record olympique de Harold Abrahams en 10 s 6 et réalise un 200 mètres en 22 s 0.
Pour ces jeux, Percy Williams améliore encore sa technique de départ. Lors de la finale, il creuse deux trous dans le terrain, d'où il jaillit au signal du starter. Il réalise un départ fantastique et personne ne peut revenir à sa hauteur. Il remporte la finale du 100 mètres en 10 s 8 sur une piste médiocre dont tous les concurrents se plaignent. C'est une surprise : malgré un temps de 10 s 6 en qualification, Percy Wiliams est alors inconnu sur la scène internationale. La cérémonie de remise des médailles est reportée le temps de trouver drapeau et hymne canadien.
Williams est encore moins favori sur 200 mètres. Son record personnel est de 22 s alors que ses principaux concurrents Charlie Paddock, Jackson Scholz et Helmuth Körnig courent cette distance en moins de 21 s 5. Paddock, en fin de carrière, ne se qualifie pas pour la finale. Körnig, qui réalise 21 s 6 en qualifications, est l'homme à battre. En finale, Williams parvient à rester à sa hauteur et place une accélération à la sortie du virage. Körnig craque et Williams remporte sa deuxième médaille d'or en 21 s 8. Le doublé 100-200 mètres réalisé par Williams aux Jeux olympiques d'été de 1928 est considéré comme le plus invraisemblable de l'histoire des Jeux. Il est accueilli en héros au Canada.
En 1929, Williams confirme ses succès olympiques et s'impose comme le meilleur sprinteur du monde. Il remporte 19 des 21 courses qu'il dispute aux États-Unis. En 1930, le 9 août, il bat le record du monde du 100 mètres à Toronto en 10 s 3. Ce record sera battu par Jesse Owens en 1936. Cette même année aux Jeux du Commonwealth, il pulvérise le record du monde du 100 verges en 9 s 6, mais au prix d'une grave blessure à la cuisse et à l'aine dont il ne se remettra jamais vraiment.
Après son élimination aux Jeux olympiques d'été de 1932 en quart de finale, Williams prend sa retraite sportive et commence une carrière d'agent d'assurance. En 1953, le stade de Vancouver est baptisé Percy Williams Stadium et, en 1979, Williams est décoré de l'Ordre du Canada.
En 1950, un sondage dans la presse canadienne le consacre meilleur athlète canadien de la première moitié du XXe siècle. En 1972, un autre sondage affirme qu'il est le plus grand athlète olympique canadien de tous les temps. Il donne ses deux médailles d'or des jeux olympiques de 1928 au BC Sports Hall of Fame, déclarant qu'il souhaite qu'elles soient vues de tout le monde. Deux semaines plus tard, elles sont volées. Interrogé à ce sujet, Percy hausse les épaules. Les médailles ne sont pas remplacées.
Il vit avec sa mère jusqu'à la mort de celle-ci en 1977. Souffrant de l'arthrite et seul, il se suicide en 1982 avec une arme dont on lui avait fait cadeau en 1928 pour le récompenser.

### Palmarès
| Date | Compétition                  | Lieu        | Résultat | Épreuve   | Performance |
| ---- | ---------------------------- | ----------- | -------- | --------- | ----------- |
| 1928 | Jeux olympiques d'été        | Amsterdam   | 1er      | 100 m     | 10 s 8      |
| 1928 | Jeux olympiques d'été        | Amsterdam   | 1er      | 200 m     | 21 s 8      |
| 1930 | Jeux de l'Empire britannique | Hamilton    | 1er      | 110 y     | 9 s 9       |
| 1932 | Jeux olympiques d'été        | Los Angeles | 4e       | 4 × 100 m | 41 s 3      |